# Sphaleractis epiclysta
Sphaleractis epiclysta är en fjärilsart som beskrevs av Edward Meyrick 1920. Sphaleractis epiclysta ingår i släktet Sphaleractis och familjen stävmalar. Inga underarter finns listade i Catalogue of Life.